# Sherbrooke
Sherbrooke város Kanadában, Québec tartományban, 50 kilométerre az Amerikai Egyesült Államok határától és 1,5 órányi utazásra Montréaltól. Fontos kereskedelmi, kulturális és adminisztrációs központ, Estrie régiónak a székhelye. A gazdasági életben betöltött szerepe miatt a "Déli Kantonok Királynőjének" is nevezik. 
2016-os adatok szerint 161 323 lakossal rendelkezik, de az agglomerációjával együtt összesen 212 105 a helyi lakosok száma, ami a tartomány 4. legfontosabb városává teszi. Kanada egyik főegyházmegyéjének központja és a Sherbrooke Érsekség székhelye. A lakosság döntő többségének anyanyelve a francia, de a város egyes részeiben angol, spanyol és kínai ajkú kisebbség is található.
Sherbrooke kiemelkedően fontos egyetemi központ, ahol több magán- és köztulajdonú felsőoktatási intézmény található. Ezek közül kiemelkedik a Sherbrooke Egyetem (Université de Sherbrooke), amely francia és angol nyelven kínál képzéseket, alapképzésektől a doktorátusig. Az egyetem hírnevét híres Orvostudományi és Gazdasági Kara alapozta meg, diákjainak döntő többsége más régiókból érkezik. Szintén a városban található a Bishop's Egyetem (Bishop's University), amely csak angol nyelvű képzéseket kínál, és a város angol negyedében található. Sherbrooke-ban több mint 40 000 diák tanul felsőoktatási képzésben, amely 2016-os adatok szerint azt jelenti, hogy a városban élők között minden 10. ember diák, ez az adat egyedülálló Kanadában és Észak-Amerikában. 
A város nevét egy angol admirálisról, Sir John Coape Sherbrooke-ról kapta, aki Új-Skócia kormányzója volt. Földrajzilag két folyó: a Saint-François és a Magog találkozásánál helyezkedik el, rengeteg hegy és tó veszi körül. A város angolszász építészeti stílussal rendelkezik, a francia hagyományok ellenére. Turisztikai központ, fontos síparadicsom, és a környező természeti kincsek is rengeteg látogatót vonzanak. A helyi tömegközlekedést az STS vállalat üzemelteti, amely ingyenes utazási lehetőséget biztosít a diákok számára. Több fontos vasútvonal keresztezi a települést, például a New York és Montréal közötti személyi és kereskedelmi járatok. A központtól 20 kilométerre található a Sherbrooke-i Repülőtér, amely jelenleg csak országos járatokat fogad.

Sherbrooke címere
A város logója
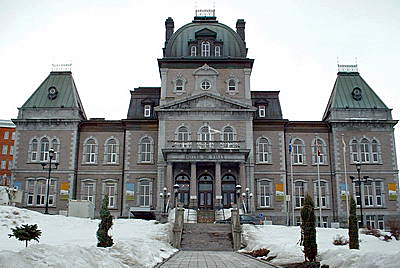
Városháza
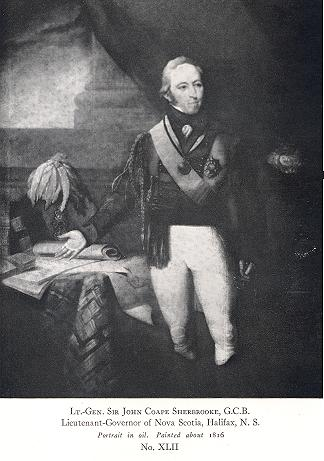
Névadó
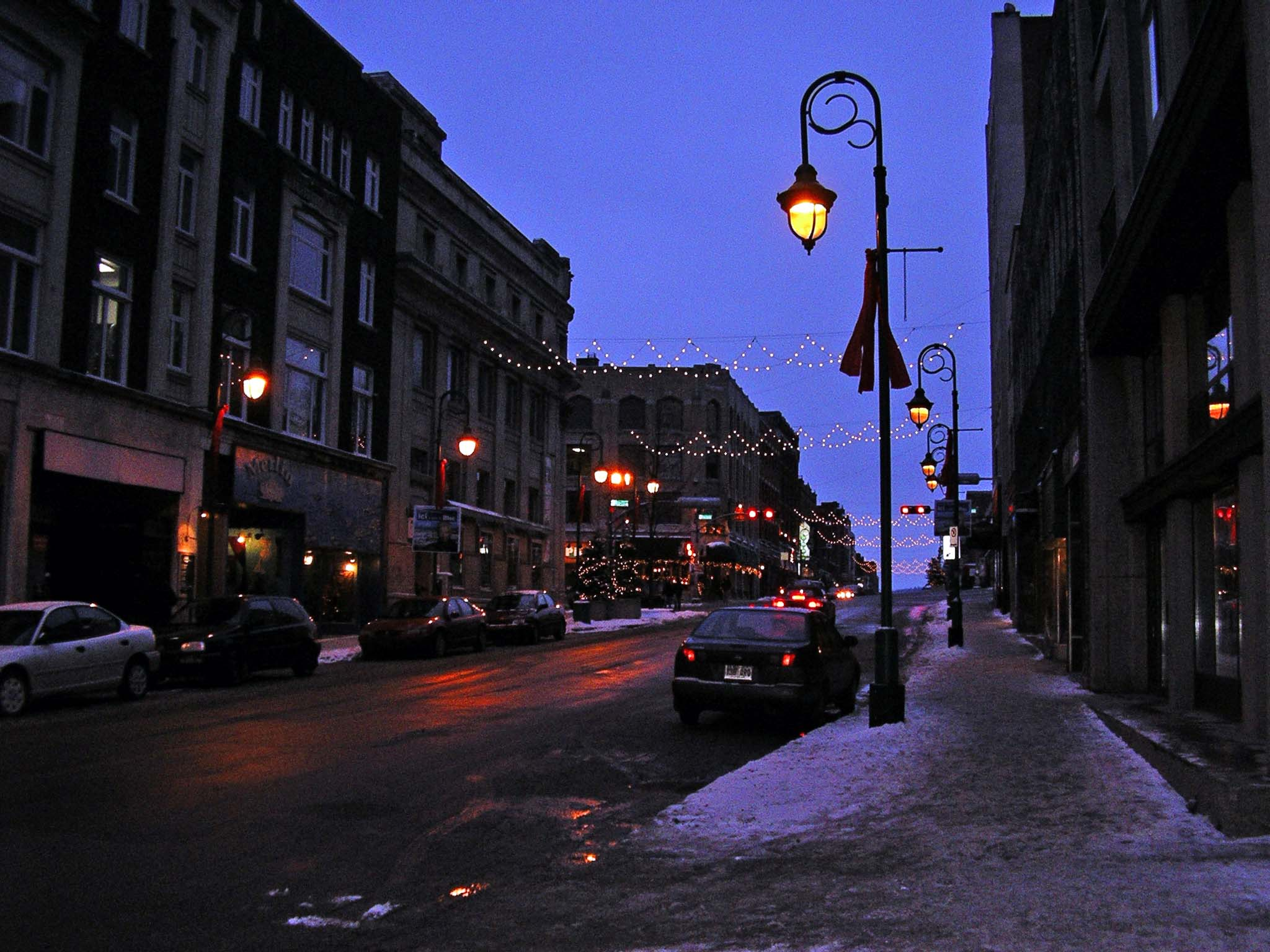
Wellington Street
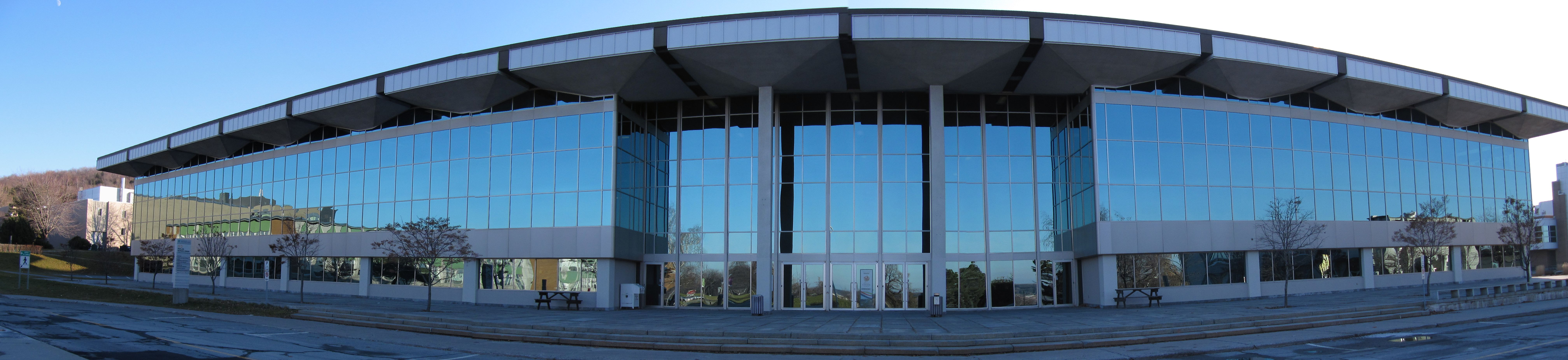
Sherbrooke Egyetem
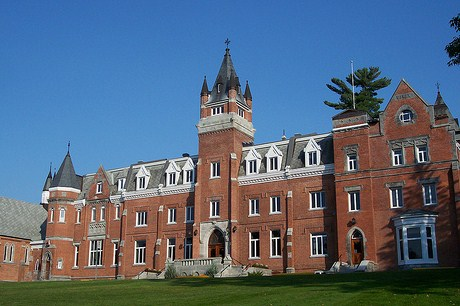
Bishop's Egyetem
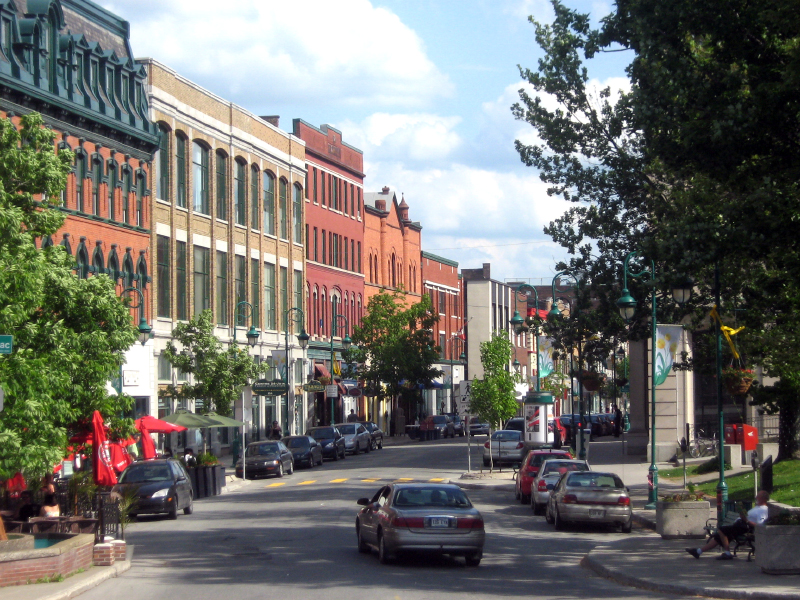
Belváros
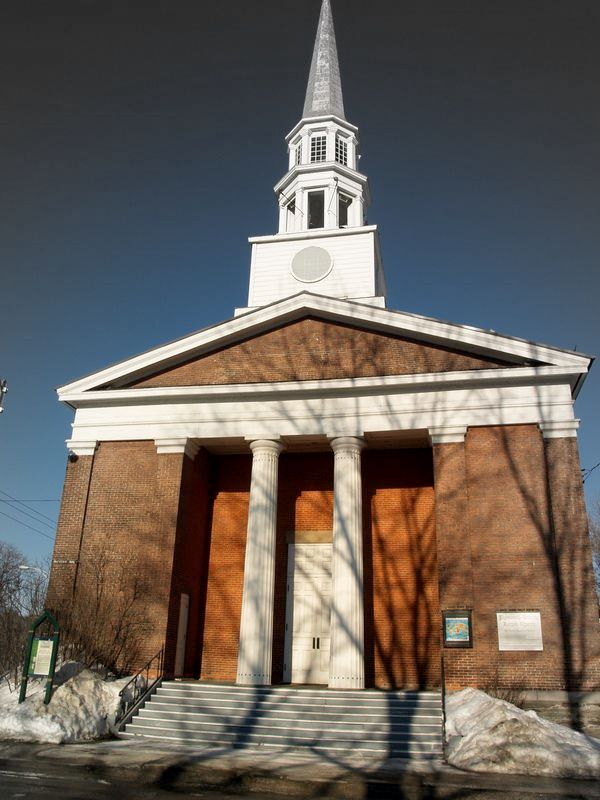
Plymouth-Trinity United Church
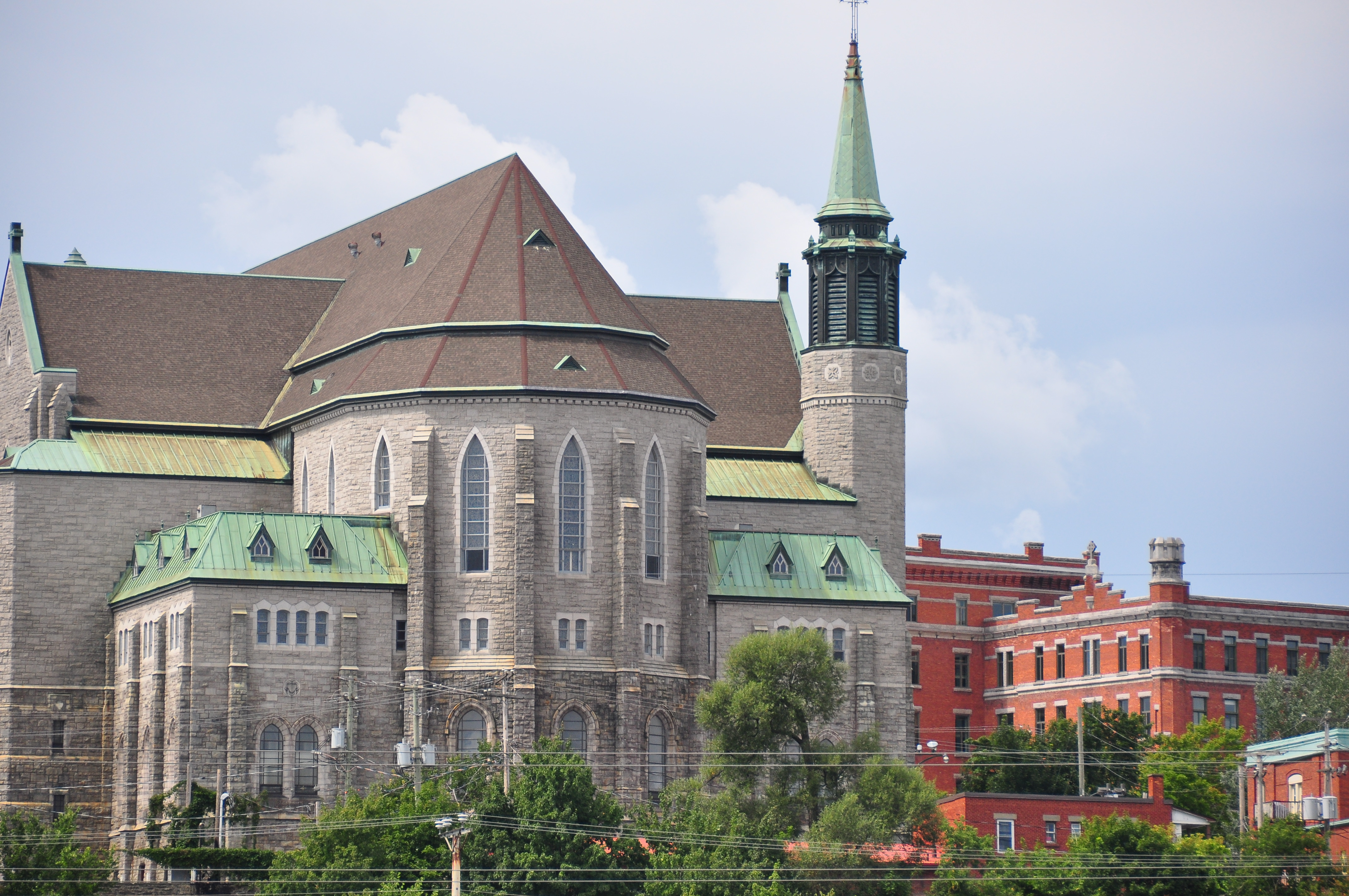
Sherbrooke Érsekség
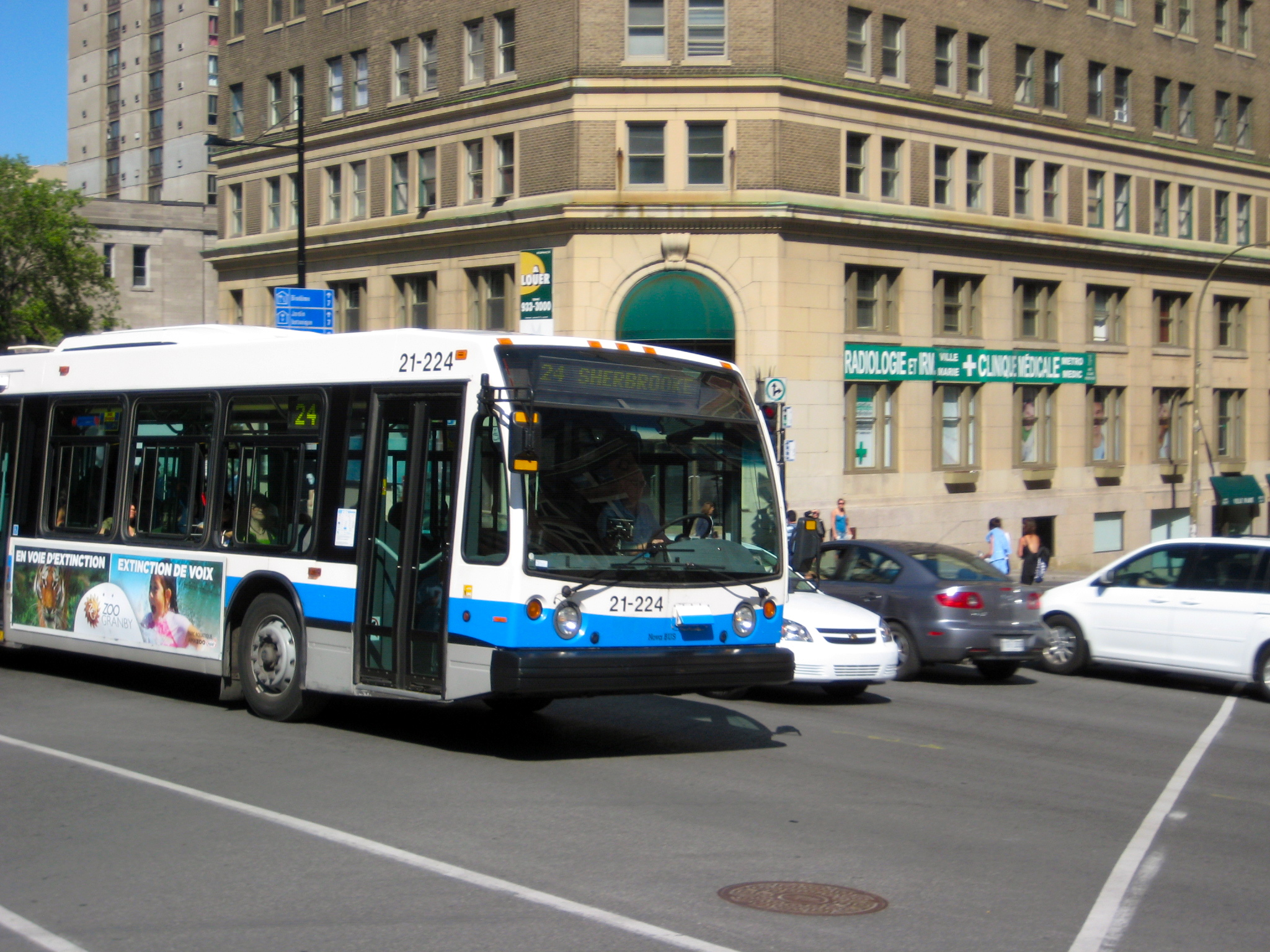
Tömegközlekedés STS
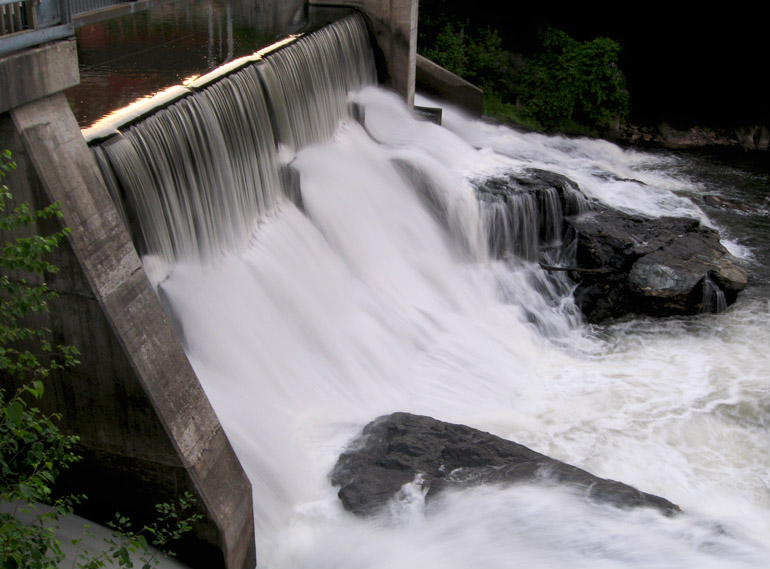
Magog folyó vízesése a belvárosban

## Fordítás
- Ez a szócikk részben vagy egészben  a   Sherbrooke című francia Wikipédia-szócikk ezen változatának fordításán alapul.  Az eredeti cikk szerkesztőit annak laptörténete sorolja fel. Ez a jelzés csupán a megfogalmazás eredetét és a szerzői jogokat jelzi, nem szolgál a cikkben szereplő információk forrásmegjelöléseként.